# Цветни трг
| ЦВЕТНИ · трг | ЦВЕТНИ · трг                  |
| ------------ | ----------------------------- |
|              |                               |
| Општина      | Градска општина Врачар        |
| Почетак      | ул. краља Милана Његошева ул. |
| Крај         | Ул. Светозара Марковића       |
| Створена     | првом половином 19. века      |
| Названа      | 1840-их                       |
| Стари називи | Цветна пијаца                 |
|              |                               |
|              |                               |
| Цветни трг   |                               |

Цветни трг је у првој половини 19. века називан Цветном пијацом и обухватао је простор на Врачару између улица Краља Милана, Његошеве и Светозара Марковића. Комисија која је раздељивала плацеве на овој површини донела је одлуку о таквом распореду још 1843. године. Тада је овај крај још увек био ненасељен. Плац који је био планиран за пијацу је био покривен храстовом шумом и простирао се до коњичких штала и вежбалишта кавалеријског ескадрона. Када је 1864. године извршено прво преименовање улица, простор за пијацу је био постављен преко пута суседне јахачнице, на чијем је месту данас парк Мањеж. Његова локација је описана као „више Велике касарне код старе барутане на путу Крагујевачком“. Поред парка у близини Цветног трга се налази и Трећа београдска гимназија, једна од најстаријих београдских гимназија и средњих школа.

## Трг у 19 веку
Крајем 19. века уз залагање Врачараца овде је изграђен мањи парк. Међутим, тек 1884. године када је основано Друштво за улепшавање Врачара трг је почео плански да се гради. У следећих двадесет пет година ово Друштво ће доста урадити на развоју трга и његове околине. Тада је отворена апотека М. Протића преко пута Официрског дома, стална филијала поште у улици краља Милана и урађено је калдрмисање улица и засађивање украсног растиња.
Највећи резултат је био подизање пијачне зграде. Тиме је овај део града добио своју пијацу и није морало да се иде до пијаце на Зеленом венцу и варошке Велике пијаце. Отварање пијаце је допринело бржем развоју овог дела Београда, због чега је 1886. године отворена фијакерска станица са десет фијакериста. По пројекту Гргура Миленковића 1889. године направљена је нова и функционалнија пијачна зграда. У последњој деценији 19. века пијаца је подељена зидано-гвозденом оградом и површина од улице краља Милана је калдрмисана. Цветни трг је био хронолошка претходница што се тиче тематике уређења пијачних простора.
Током формирања урбане целине која би окруживала Цветни трг, о свакој фасади се водио специјалан значај. Главна фасада, која се највише истиче, је фасада зграде која је на почетку Цветног трга, гледано из правца улице краља Милана, која је благо залучена и има српско-византијски портал. Мора се истаћи и зграда Друштва за улепшавање Врачара, која представља бисер београдске архитектуре.

## Промене после Другог светског рата
Цветни трг је у периоду пре Другог светског рата био формиран уз помоћ низа зграда којим се Врачар могао похвалити. Због тога, чак ни после Другог светског рата није било храбрости да се у том смислу започне неки озбиљнији архитектонски пројекат. Године 1958. по пројекту Слободана Јанића је преуређена и дограђена стара пијачна зграда. Тада је отворена продавница „Цветни трг“. То је био први пример самопослуге у Београду и по величини је била највећа радња тог типа у Београду, а по времену отварања друга у Југославији, одмах после загребачке самопослуге у Иванцу.
На Цветном тргу је 2. марта 2016. откривен споменик Бориславу Пекићу.